# Долін Віктор Володимирович

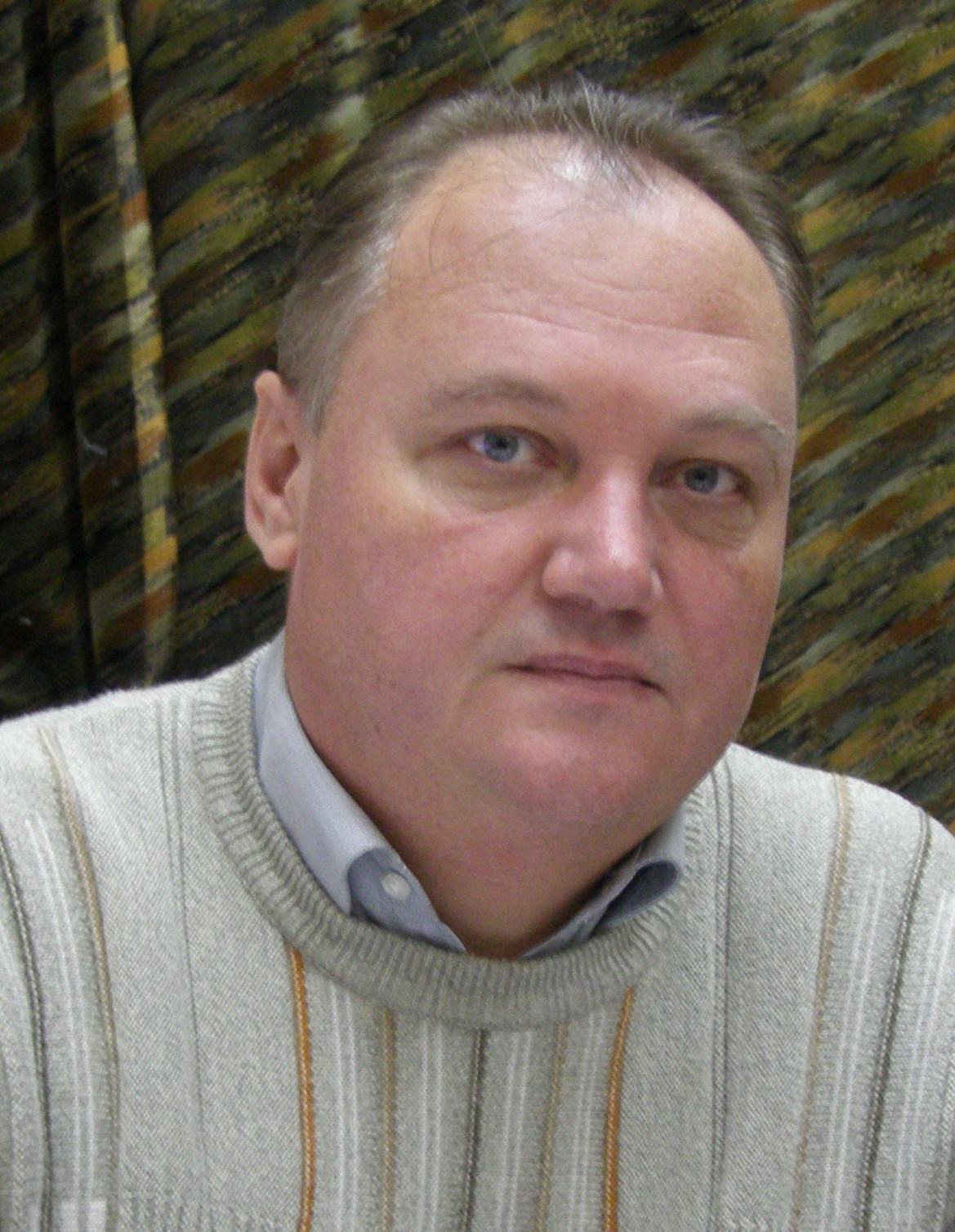
Долін Віктор Володимирович

Долін Віктор Володимирович (Viktor Dolin народ. 21 січня 1964 р., Київ) — український вчений, фахівець в галузі екологічної геології, біогеогеохімії, радіаційної та екологічної безпеки, доктор геол. наук, професор, член Національної комісіії з радіаційного захисту населення України, лауреат Державної премії України в галузі науки і техніки, дійсний член Академії інженерних наук України.

### Біографія
Народився 21 січня 1964 р. у м. Києві у родині науковців: мати - Масюк Надія Прохорівна, доктор біологічних наук, професор, ботанік, відомий фахівець у галузі нижчих рослин, батько - Долін Володимир Гдаліч, член-кореспондент НАН України, доктор біологічних наук, професор, відомий ентомолог. Після закінчення у 1985 р. хімічного факультету Київського ордена Леніна державного університету ім. Т.Г. Шевченка (нині - Київський національний університет імені Тараса Шевченка) працював на посаді інженера у відділі ядерної геохімії та космохімії Інституту геохімії і фізики мінералів АН УРСР (нині - Інститут геохімії, мінералогії та рудоутворення імені М. П. Семененка НАН України),  де закінчив аспірантуру під керівництвом академіка НАН України Соботовича Е.В. і в 1996 р. успішно захистив дисертацію на тему "Механізм утворення водорозчинних форм продуктів поділу в грунтах ближньої зони ЧАЕС" та здобув ступінь кандидата геолого-мінералогічних наук за спеціальністю "геохімія".  У 1990-1998 рр. очолював Державне підприємство "Мале науково-виробниче підприємство "Відродження" НАН України. У 2000 р. здобув учене звання старший науковий співробітник за спеціальністю "техногенна безпека держави".  Після закінчення докторантури при Державному науковому центрі радіогеохімії навколишнього середовища НАН України в 2004 р. захистив дисертацію "Самоочищення наземних екосистем Українського Полісся від радіаційного забруднення" на здобуття наукового ступеня доктора геологічних наук за спеціальністю "екологічна безпека". У 2004-2017 рр. очолював відділ біогеохімії в Державній установі "Інститут геохімії навколишнього середовища НАН України", від 2018 р. працює на посаді заступника директора з наукової роботи цього Інституту. Указом Президента Украіїни від 20.12.2006 р. № 1103/2006  за роботу "Геохімія техногенезу" у складі авторського колективу йому присуджено Державну премію України в галузі науки і техніки, у 2013 р. - присвоєно вчене звання професора зі спеціальності "екологіна безпека". Постановою Верховної Ради України 426-IX ( 426-20 ) від 20.12.2019  його включено до складу Національної комісії з радіаційного захисту населення України, де він очолює Комітет комплексного аналізу безпеки поводження з радіаційними відходами та відпрацьованим ядерним паливом. Від 2020 р. -  головний редактор фахової науково-технічної збірки "Геохімія техногенезу". Голова Спеціалізованої вченої ради СРД.26.192.01 при Державній установі "Інститут геохімії навколишнього середовища НАН України" з присудження наукового ступеня доктора геологічних наук (2018-2021).

### Наукова діяльність
Наукова діяльність пов'язана з вирішенням широкого кола екологічних проблем в Україні та світі: ядерна та радіаційна безпека, поводження з радіоактивними відходами та відпрацьованим ядерним паливом, механізм міграції техногенних забруднювачів (включаючи радіонукліди) в навколишньому середовищі, вплив живої речовини на формування, спрямованість та інтенсивність потоків штучних радіонуклідів, важких металів і токсичних сполук у ландшафтах техногенно забруднених територій, а також процеси біогенного фракціонування штучних і природних ізотопів, захист довкілля від техногенного забруднення, водно-екологічні проблеми гірничодобувних регіонів Донбасу та Карпат. Формування наукових інтересів тісно пов'язано з роботами щодо ліквідації наслідків Чорнобильської катастрофи від початку травня 1986 р.
Розробив концепцію самоочищення природного середовища від радіоактивного забруднення, теоретичні основи стійкості біосфери в умовах техногенезу, започаткував науковий напрям радіобіогеохімія.
Вперше виявлено дозозалежні ефекти та наявність фізіологічних бар’єрів при біоакумуляції радіоактивних ізотопів, ізотопно-осмотичні ефекти у живій та неживій природі. Застосовуючи сучасні геоінформаційні технології доведено статистичну залежність нозологічної структури дитячої захворюваності від характеру та ступеня техногенного забруднення території.
Від 2004 р. розробляє проблему тритієвого забруднення навколишнього середовища, загострення якої визначається розвитком ядерної енергетики, передусім, важководних реакторів та майбутніх термоядерних; науковий супровід робіт з подолання наслідків радіаційної аварії на приповерхневих сховищах твердих радіоактивних відходів, розроблення заходів щодо іммобілізації тритію та локалізації тритієвого забруднення навколишнього середовища, захищених низкою Патентів України.
Експертно-наукова діяльність пов'язана з дослідженням причинно-наслідкових зв'язків між роботою техногенних підприємств та забрудненням довкілля, судовою екологічною експертизою, прогнозуванням наслідків розвитку надзвичайних ситуацій, пов'язаних з аварійним затопленням вугільних шахт та солевидобувних виробок, ризику глобальної ядерної катастрофи внаслідок російської окупації ядерних об'єктів України та підриву дамби Каховського водосховища.  

### Науково-педагогічна діяльність
Під його керівництвом успішно захищено 4 кандидатських дисертації зі спеціальності "екологічна безпека" та "геохімія"; науковий консультант 2 докторів (геологічних та технічних) наук. 
Має досвід викладання на другому та третьому рівнях вищої освіти в українських та зарубіжних закладах вищої освіти:
Universita di Pisa - від 2022 р.;
ДУ "Інститут геохімії навколишнього середовища НАН України" - від 2018 р.;
ННІ "Інститут геології"  КНУ імені Тараса Шевченка (2011-2022);
Відкритий міжнародний університет розвитку людини «УКРАЇНА» (2007-2008);
Universita di Parma (2004). 

### Публікації
Є автором та співавтором понад 300 наукових праць, у тому числі 27 монографій та підручників, понад 150 статей у наукових журналах, 21 патенту. Найбільш вагомі наукові результати опубліковано в наукових працях: 
Assessment of Spent Nuclear Fuel in Ukrainian Storage System: Inventory and Performance
The influence of tritium behaviour on spent fuel pool concrete
Radiohydrogeochemistry of catchment areas of the Chornobyl Exclusion zone
ENVIRONMENTAL AND RADIOLOGICAL THREATS CAUSED BY THE EXPLOSIVE DESTRUCTION OF THE KAKHOVKA HPP DAM
Phase composition of lava-like fuel-containing materials of Unit 4 of the Chornobyl NPP. Black ceramics
ГЛОБАЛЬНІ ТЕНДЕНЦІЇ В АТОМНІЙ ЕНЕРГЕТИЦІ
Isotope composition of groundwater and surface waters in the area of the Dombrovsky quarry of Kalush-Golinsk deposit of potassium salts
GLOBAL NUCLEAR THREATS CAUSED BY RUSSIA’S INVASION OF UKRAINE
CONTEMPORARY CHALLENGES IN ELIMINATION OF THE CONSEQUENCES OF THE СHORNOBYL CATASTROPHE
Dose-dependent effects of isotopic exchange of tritium in the process of willow vegetation
MODERN ISSUES FOR GEOCHEMISTRY OF TECHNOGENESIS
TECHNOGENIC & ENVIRONMENTAL SAFETY OF BUG ESTUARY BIOGEOSYSTEM AFFECTED WITH HEAVY METAL CONTAMINATION
Tritium in the Biosphere
Біогеохімія цезію-137 у лісоболотних екосистемах Українського Полісся
Evaluation of Sustainability of the Carbon and Silicon Ecosystem: From Nanoparticles to Macroworld
Самоочищення природного середовища після Чорнобильської катастрофи
Artificial Radionuclides Speciation in River Water of Dnieper Basin
Геохимия техногенных радионуклидов,
RATE-CONTROLLING STAGES OF THE MIGRATION OF WATER-SOLUBLE RADIONUCLIDE SPECIES IN SOILS